# XHTRES-TDT
XHTRES-TDT fue una estación de televisión comercial privada que servía al Valle de México.
Fue conocida por ser la estación principal de las señales de televisión, XHRAE Canal 28, cadenatres (hasta el cese de la programación el 26 de octubre de 2015), Excélsior tv (hasta el 31 de enero de 2020) y Heraldo Televisión (hasta el 6 de mayo de 2022). Se le conoció como Canal 28 al ser esta su antigua posición como canal de televisión analógica. Originalmente tenía como distintivo de señal, XHTC-TV en el canal 16, el cual nunca inició trasmisiones. Posteriormente se le conoció como XHRAE-TV en el Canal 28 analógico y después como XHTRES-TV.

## Historia

### XHTC-TV
El 21 de noviembre de 1964, la Secretaría de Comunicaciones y Transportes (SCT) otorgó una concesión de 25 años a la Compañía Internacional de Radio y Televisión cuyo accionista principal era Roberto Nájera Martínez. Dicha concesión estaba asignada al Canal 16 XHTC-TV en la banda UHF (Ultra High Frequency) por un periodo de 25 años. Sin embargo, la estación nunca inició transmisiones por falta de recursos, motivo que llevó a Roberto Nájera a transferir sus acciones a Raúl Aréchiga Espinosa, propietario de la aerolínea Aero California, con la esperanza de poder lanzar finalmente el canal.

### XHRAE-TV
Después de obtener la administración del canal, Aréchiga logra obtener el refrendo de la concesión a unos meses de que la concesión original expirara. El 3 de julio de 1989 se le otorga una prórroga de 10 años con la modificación para cambio de canal del 16 al 28 (por un reordenamiento del espectro radiofónico) y el cambio de distintivo a XHRAE-TV, el cual reflejaba las iniciales de Aréchiga, y transmite por primera vez el 28 de diciembre de 1995. Sin embargo, Aréchiga no logra iniciar transmisiones regulares hasta que en 1999, apresuradamente se arma una programación de videos musicales que iniciaban su transmisión de las 8:00 a las 20:00 con el fin de no perder la concesión que expiraba el 21 de noviembre de 1999.
El 31 de mayo de 1999, se hace la solicitud para una nueva prórroga para la concesión pero esta prórroga se le niega el 22 de noviembre del mismo año, ante lo cual, Aréchiga se amparó. Por otra parte, Roberto Nájera, quien diez años antes había transferido sus acciones, afirmó que solo había alquilado la adjudicación de la concesión a Aréchiga y que él seguía siendo el único y legítimo propietario, generando así un periodo de cinco años de controversia. Nájera insistió en recuperar la concesión e involucró en el pleito a Carlos Ruiz Sacristán, director de la Secretaría de Comunicaciones y Transportes (SCT), afirmando que Aréchiga no estaba a la altura de los términos de la concesión original.
En esos momentos la SCT se encontraba envuelta en un conflicto entre Televisión Azteca y Televisora del Valle de México, propietaria del Canal 40, por lo que entabló un procedimiento legal para recuperar la concesión de Canal 28 y reasignarlo para resolver el conflicto. Sin embargo, en enero de 2005 se declaró que Aréchiga no había violado los términos de la concesión y se le ordenó a la SCT aprobar la renovación del contrato. Sin embargo, la prórroga, otorgada el 26 de abril de 2005, se da de manera retroactiva a partir del 22 de noviembre de 1999 por un plazo de 6 años, 6 meses, por lo que sólo duraría hasta el 26 de mayo de 2006.
No obstante, Aréchiga decidió seguir operando la estación por sí mismo cambiando el logo y el lema por «Televisión para todos». A principios de 2006, Canal 28 firmó un convenio con la Productora y Comercializadora de Televisión por Cable (PCTV) para transmitir diferentes programas incluyendo entre otros: noticiarios, series, filmes y dibujos animados. Sin embargo, la SCT suspendió el 2 de abril de 2006 los vuelos de Aero California durante varias semanas obligando a Aréchiga a ocupar su tiempo y dinero en la aerolínea, por lo que finalmente cedió a vender la concesión.

### cadenatres
Con una nueva prórroga otorgada el 9 de mayo de 2006 por un periodo de 25 años, 6 meses, el 18 de julio de 2006, Grupo Imagen, propiedad de Olegario Vázquez Raña, adquiere el canal.
El 28 de mayo de 2007, el canal fue relanzado cómo cadenatres y cambió su programación para perfilarse como la tercera cadena comercial a nivel nacional.
El 23 de octubre de 2008 se le otorga la modificación para el cambio de indicativo el cual ahora refleja el nombre del comercial del canal: XHTRES-TV.
El 11 de marzo de 2015 en un comunicado del Instituto Federal de Telecomunicaciones, la empresa Grupo Imagen ganó la licitación para poder administrar una nueva cadena de televisión abierta digital.
El 26 de octubre de 2015, cadenatres cesa sus transmisiones de manera sorpresiva (aunque algunos programas clave tuvieron la oportunidad de despedirse). De acuerdo con el comunicado que apareció portal de internet de cadenatres tras el cierre, el término del proyecto se dio para enfocar los esfuerzos de Grupo Imagen para su nueva cadena de televisión nacional: Imagen Televisión.

### Excélsior tv
Como parte de la oferta digital del canal XHTRES-TDT, Excélsior tv comenzó sus emisiones el 2 de septiembre de 2013 en el canal digital 27.2 como un canal de noticias las 24 horas del día. Al terminar la programación de cadenatres el 26 de octubre de 2015, el canal Excélsior tv toma también el lugar tanto del canal analógico 28 como del canal digital 27.1 (sin abandonar el 27.2 hasta el 25 de noviembre de 2015). Sólo los conductores de noticias de la extinta cadenatres obtienen espacios en la nueva programación de Excélsior tv y deja de ser un canal de noticias de 24 horas al estar obligados por contratos comerciales a transmitir programación pagada (infomerciales y ministerios) que eran parte de cadenatres.

### Transición a Televisión Digital Terrestre
XHTRES-TV Canal 28, fue el canal de televisión privado en el Valle de México que más tardó en hacer su transición a TDT. Obtuvo su contraparte digital apenas seis años antes del "apagón" analógico mientras que otros llevaban operando desde 2005. El canal 27.1 transmitió en definición estándar (480i@4:3) hasta el 14 de diciembre de 2015 cuando finalmente adoptó una transmisión en HD (1080i@16:9), apenas 4 días antes del apagón, aunque el contenido seguía siendo producido en definición estándar, lo que daba una imagen "estirada". Durante mayo de 2016, el canal experimentó varias fallas, dejando fuera del aire brevemente a Imagen Radio 27.2 y el 26 de mayo a las 12:30 horas, tuvo problemas con el video, la cual se volvió a presentar en formato 480i - 4:3 SD, regresando a la normalidad a las 12:40 horas del mismo día. A mediados del mismo mes, comienzan a transmitir sus contenidos manteniendo la relación de aspecto correcta y comienzan a producir contenidos en HD real.
XHTRES-TDT Canal 27, nunca utilizó un canal virtual (PSIP) por lo que después del "apagón analógico" dejaron de anunciarse como "Canal 28" y lo cambiaron a "Canal 27.1 Televisión Abierta Digital". Hasta 2016 era el único canal de TDT en el Valle de México que no transmitía con sonido 5.1 (Dolby Digital), sino en estéreo 2.0 (MPEG), el cual es incompatible en algunos televisores. El canal tampoco utilizó la información PSIP en ninguna forma (Programación, indicativo, etc.) aunque rara vez en 2014 si se presentó el distintivo del canal.
Desde que la estación XHCTMX-TDT (también de Grupo Imagen) inició su etapa de pruebas, la señal de Imagen Radio 27.2 salió del aire en varias ocasiones, durante varias horas, en especial, los fines de semana. El sábado 20 de agosto, el canal se redireccionaba al 28.1, la información PSIP indicaba que era XHCTMX y no XHTRES, la calidad del sonido bajó y no transmitió el 27.2. El 24 se septiembre volvió a caer la calidad del sonido y a lo largo del día se suspendió la transmisión del subcanal 27.2.
Finalmente, el 15 de octubre de 2016, el canal ya presenta su distintivo (indicativo) y cambió su audio a Dolby Digital; esto fue a tan sólo 2 días del inicio formal de transmisiones de Imagen Televisión y 12 días antes del reordenamiento de canales virtuales a nivel nacional, el cual ordena a XHTRES a utilizar el canal 28.1 como virtual.
Nuevamente, el 6 de abril de 2017, la transmisión volvió a ser irregular; la información PSIP no se encontraba disponible, no redireccionaba a sus canales virtuales y el audio volvió al formato MPEG, además de tener la estación RMX como audio alterno de Imagen Radio. El 8 de abril, el canal regreso a la normalidad.

### Imagen Radio
Originalmente transmitido por el canal virtual 27.3 de XHTRES-TDT, la programación del canal era de audio simultáneo con XEDA-FM 90.5 MHz "Imagen Radio". Algunos programas fueron transmitidos con vídeo desde las cabinas de la estación radiofónica.
A partir del primer minuto del 25 de noviembre de 2015, el 27.3 salió del aire y la señal de Imagen Radio pasó al 27.2. Esta decisión pudo darse debido a problemas ocasionados por el sorpresivo reemplazo de cadenatres que obligó a empresas de televisión de paga a transmitir la señal de Excélsior tv por dos canales y las posibles sanciones por parte de la IFT.
A partir del 12 de febrero de 2018, esta señal dejó de transmitirse sin ningún aviso.

### Heraldo Televisión
El 31 de enero de 2020, comenzó a circular la noticia del final de transmisiones del canal Excélsior TV de manera sorpresiva. Esto fue confirmado por Grupo Imagen al anunciar que, como parte de una estrategia para fortalecer a la cadena Imagen Televisión, se lanzaría el nuevo concepto de Imagen Multicast, a través de Excélsior Televisión. Esta señal ya no estaría disponible por esta estación, en su lugar, se realizó un acuerdo con Grupo Andrade, propietarios del periódico, El Heraldo de México, para operar la estación y transmitir la señal del canal de TV de paga mediante un acuerdo de arrendamiento. Heraldo Televisión inició transmisiones a través de XHTRES-TDT a las 00:00 horas del día 1 de febrero de 2020.

Ese mismo día, también se difundió que Grupo Imagen habría solicitado el cambio de canal virtual de la estación del 28.1 al 10.1 y que este entraría en vigor el 1 de febrero de 2020 con un máximo de 10 días para llevar a cabo el cambio. Al iniciar transmisiones Heraldo Televisión, se confirmaría que el cambio de canal virtual sería el lunes 10 de febrero de 2020.
Dos años más tarde, al concluir las operaciones de la estación por vencimiento de su concesión, Heraldo Televisión se quedaría sin canal de televisión abierta en la Ciudad de México hasta el 13 de junio de 2022, fecha en la que Grupo Andrade tomó el control de la estación XHFAMX-TDT.

### Vencimiento de la concesión y fin de transmisiones
El 6 de mayo de 2022, la estación transmitió por última vez su señal al Valle de México. La última prórroga de concesión otorgada para operar esta frecuencia tenía como fecha de vigencia el 31 de diciembre de 2021, sin embargo, la estación continuó en operaciones debido a que Grupo Imagen presentó en tiempo y forma las solicitudes de prórroga para continuar con la operación de la estación. Sin embargo, la empresa no cumplió con el pago de una contraprestación por 500 millones de pesos, por lo que el espectro radioeléctrico que ocupaba el canal regresó a manos del estado, por lo que la estación tuvo que concluir sus transmisiones.

## Imagen corporativa
El primer logotipo que identificó al Canal 28 desde 1999 hasta 2005 es una paleta de colores vibrantes y cálidos, dominada por tonos de naranja y amarillo, que crean una atmósfera enérgica. En el centro, se destaca un logotipo circular con el número "28", acompañado por la palabra "CANAL" debajo. El logotipo en sí irradia una sensación de luz y movimiento, con ráfagas que emanan de él, lo que sugiere actividad y dinamismo. El fondo está salpicado de pequeños puntos que realzan aún más la sensación de movimiento y profundidad, mientras que el diseño general transmite una estética moderna y llamativa. Esto podría reflejar un canal de medios animado, potencialmente destinado a atraer a los espectadores con una amplia gama de contenido. El uso de colores brillantes puede evocar sentimientos de entusiasmo y calidez, atrayendo a los espectadores y sugiriendo una atmósfera amigable y acogedora, que a menudo se asocia con transmisiones de entretenimiento o informativas. Los elementos juntos sugieren un canal que valora la energía y la accesibilidad, invitando al público a explorar lo que tiene para ofrecer. Este logotipo se muestra en la esquina superior derecha de la pantalla con las siglas "XHRAE" y tenía un ligero perfil grisáceo que evitaba que el logotipo se perdiera si una escena era del mismo color que alguna de las figuras que lo componían. El logotipo permaneció de esta misma manera hasta 2005 cuando el canal cambió el eslogan a «Televisión para todos».
En el 2005, se lanzó la nueva imagen corporativa del canal con un nuevo logotipo en el cual se muestra un diseño estilizado que combina los números "2" y "8" de manera creativa, volviéndose el logo azul vibrante. Las formas son suaves y redondeadas, lo que le da un toque moderno y accesible al aspecto visual general. Su frase de identificación fue «Televisión para todos».
El 18 de julio de 2006, el empresario Raúl Antonio Aréchiga Espinoza le vende el canal a Grupo Imagen, propiedad de Olegario Vázquez Raña. El canal fue renombrado Cadena Tres Canal 28 cambiando el logo del canal debido a la adquisición. Este cambio consto en transmitir una programación dirigida en su mayoría al público infantil con dibujos animados como Los Dinoplativolos, Los verdaderos cazafantasmas, Astro Boy, Las tortugas ninja, Investigadores de fantasmas, Samurái X, entre otras. El diseño del logotipo se compone de formas superpuestas e interconectadas que crean una forma triangular o similar a una cometa. Los colores son degradados de verde azulado y azul, desde un tono más oscuro en los bordes de las formas hasta tonos más claros en el medio. Las formas son suaves y fluidas. La impresión general es de movimiento, dinamismo y una sensación de interconexión o integración de elementos. La imagen es sencilla y utiliza principalmente líneas y colores para transmitir su mensaje en lugar de imágenes complejas. El 28 de mayo de 2007, XHRAE-TV Canal 28 fue relanzado como Cadena Tres Canal 28 cambiando el nombre del canal.

## Denominaciones del canal
- 21 de noviembre de 1964 - 3 de julio de 1989: XHTC-TV Canal 16
- 3 de julio de 1989 - 28 de mayo de 2007: XHRAE-TV Canal 28
- 18 de julio de 2006 - 26 de octubre de 2015: Cadena Tres Canal 28
- 2 de septiembre de 2013 - 31 de enero de 2020: Excélsior TV
- 1 de febrero de 2020 - 6 de mayo de 2022: Heraldo Televisión

## Eslóganes
- 2000-2004: XHRAE-TV Canal 28
- 2005-2007: Televisión para todos
- 2007-2008: Cadena Tres: La televisión abierta
- 2008-2009: Encadénate a Cadena Tres
- 2009-2010: Somos Cadena Tres y estamos en el 28
- 2010-2015: Cadena Tres: La televisión más abierta que nunca
- 2013-2020: Excélsior TV: Noticias que dicen más
- 2020-2022: Heraldo Televisión: La H que se ve